# Ringtennis-Weltmeisterschaften 2006

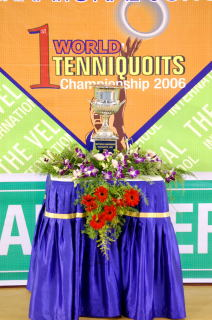
Der Ringtennis-Weltpokal

Die 1. Ringtennis-Weltmeisterschaften 2006 fanden vom 6. bis zum 10. November 2006 in Chennai (Indien) statt und wurden von der World Tenniquoits Federation (kurz WTF) veranstaltet. Ausrichter war die Tennikoit Federation of India. Das Turnier bestand aus je einer Einzel-WM für Damen und Herren, der Team-WM sowie je einer (inoffiziellen) Doppel-WM für Damen und Herren, die offiziell als Exhibition Matches veranstaltet wurden. Die Veranstaltung wurde an vier Tagen und insgesamt 32 Stunden lang live vom indischen Fernsehen übertragen.

## Spielort

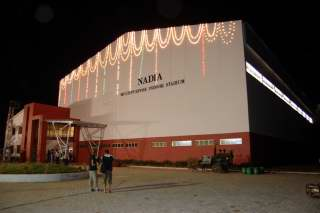
Das Nadia Comaneci Indoor Stadium

Der Spielort der ersten Ringtennis-Weltmeisterschaften war das Nadia Comăneci Indoor Stadium auf dem Gelände der Velammal International School in Ponneri, einem Vorort von Chennai, der etwa 40 km außerhalb liegt. Die Velammal International School ist eine Einrichtung des Velammal Educational Trust. Der Vorsitzende dieser Organisation ist M. V. Muthuramalingam.
Im Nadia Comaneci Indoor Stadium waren sechs Spielfelder präpariert, wovon eines der Centre Court war. Von diesem Centre Court wurden die Live-Übertragungen des Fernsehens gemacht. Leider gibt es keine offiziellen Zuschauerzahlen, aber von indischer Seite war von bis zu 5000 Zuschauern die Rede. Vor der entscheidenden Teambegegnung zwischen Deutschland und Südafrika wurden sogar drei Spielfelder abgebaut, um Platz für zusätzliche Stühle zu schaffen.

## Teilnehmende Nationen
Sechs Nationen nahmen an den ersten Ringtennis-Weltmeisterschaften teil.
- Bangladesch
- Brasilien
- Deutschland
- Indien
- Pakistan
- Südafrika

Zwei Mitglieder der WTF nahmen nicht an der WM teil.
- Nepal
- Neuseeland

Voraussetzung für die Teilnahme an Ringtennis-Weltmeisterschaften ist die Mitgliedschaft in der World Tenniquoits Federation. Jede Mitgliedsnation darf für die Team-Weltmeisterschaft ein Team von 5 Damen und 5 Herren und für die Einzel-Weltmeisterschaften jeweils 4 Damen und 4 Herren melden. Hierbei müssen drei der vier Spieler(innen), die bei der Einzel-WM starten, auch Mitglied des Teams sein. D. h. ein Spieler, der nur bei der Einzel-WM startet, ist das sechste Mitglied im Team und somit Reservespieler. Die maximale Größe des gesamten Teams ist also auf 12 Spieler begrenzt.

### Deutsches Team

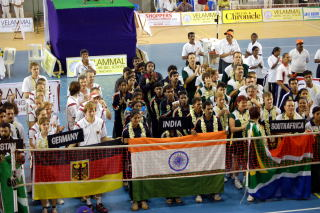
Die deutsche Ringtennis-Nationalmannschaft bei der Eröffnungszeremonie zur WM 2006

Das deutsche WM-Team wurde von Bundestrainer Mario Müller aus Hamburg am 30. April 2006 im Rahmen des Krönchenturniers in Siegen nominiert und sah wie folgt aus:
| Damen              | Verein              | Länderspieleinsätze vor WM |
| Sabrina Westphal   | Post-SG Mannheim    | 7                          |
| Nicole Schellert   | TV Heddesdorf       | 0                          |
| Melanie Böttcher   | Post-SG Mannheim    | 0                          |
| Vera Vollhase      | SG Suderwich        | 0                          |
| Sarah Kissinger    | FSG Koblenz-Bad Ems | 2                          |
| Silke von Aschwege | Post-SG Mannheim    | 8                          |

| Herren              | Verein                  | Länderspieleinsätze vor WM |
| Christian Herzog    | ESG Frankonia Karlsruhe | 12                         |
| Dominic Schubardt   | Post-SG Mannheim        | 4                          |
| Timo Hufnagel       | TV Pforzheim            | 4                          |
| Maximilian Speicher | VfL Wehbach             | 0                          |
| Ansgar Kutscha      | Post-SG Mannheim        | 6                          |
| Gunther Kaiser      | Post-SG Mannheim        | 0                          |

### Deutsche Delegation
Delegationsleiter war Gunthard Kissinger aus Koblenz. Die deutschen Schiedsrichtereinsätze koordinierte Walter Amon aus Roßdorf. Bundestrainer Mario Müller aus Hamburg und der WTF-Generalsekretär Reinhard Plog aus Oer-Erkenschwick und vervollständigten die deutsche Delegationsleitung.
| Funktion            | Name               | Wohnort          |
| Team-Manager        | Gunthard Kissinger | Koblenz          |
| Team-Coach          | Mario Müller       | Hamburg          |
| Umpire              | Walter Amon        | Roßdorf          |
| WTF-Generalsekretär | Reinhard Plog      | Oer-Erkenschwick |

## Turnier

### Einzel-WM Herren

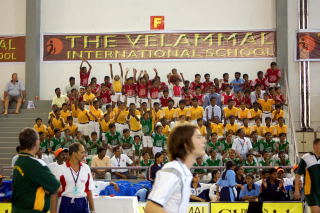
Einzel-WM

Die Einzel-WM der Herren wurde, sehr unerwartet, vom Deutschen Dominic Schubardt gewonnen, der im Halbfinale den topgesetzten Südafrikaner Gerrie Craig bezwang und sich dann im Finale gegen seinen Teamkameraden Timo Hufnagel durchsetzte. Insgesamt gab es ein Starterfeld von 20 Spielern, der Sieger wurde im KO-Modus ermittelt.
| Vorrunde              |                       |        |
| Mehmood Tariq         | Maximilian Speicher   | 3: 38  |
| Hanno Pienaar         | Rahul                 | 43: 29 |
| Milon Mosaruf Hossain | Parviz Zeeshan        | 42: 41 |
| Md. Jahangir Hossain  | Bertus le Roux        | 9: 72  |
| Achtelfinale          |                       |        |
| Gerrie Craig          | Maximilian Speicher   | 47: 37 |
| Salim Ahmmed Shayan   | R. M. Balaji          | 28: 70 |
| Dominic Schubardt     | Abdul Qavvum          | 66: 30 |
| Hanno Pienaar         | Syed Nuruzzaman       | 55: 23 |
| V. Jesudoss           | Milon Mosaruf Hossain | 82: 9  |
| Timo Hufnagel         | Richter van Tonder    | 49: 38 |
| Ali Mukarram          | B. Murali             | 0: 20  |
| Bertus le Roux        | Christian Herzog      | 36: 47 |
| Viertelfinale         |                       |        |
| Gerrie Craig          | R. M. Balaji          | 50: 37 |
| Dominic Schubardt     | Hanno Pienaar         | 42: 31 |
| V. Jesudoss           | Timo Hufnagel         | 44: 52 |
| B. Murali             | Christian Herzog      | 35: 42 |
| Halbfinale            |                       |        |
| Gerrie Craig          | Dominic Schubardt     | 35: 54 |
| Timo Hufnagel         | Christian Herzog      | 28: 23 |
| Spiel um Platz 3      |                       |        |
| Gerrie Craig          | Christian Herzog      | 38: 48 |
| Finale                |                       |        |
| Dominic Schubardt     | Timo Hufnagel         | 42: 36 |

#### Endklassement
| 1.  | Dominic Schubardt  | Deutschland |  | 11. | Maximilian Speicher   | Deutschland |
| 2.  | Timo Hufnagel      | Deutschland |  | 12. | Milon Mosaruf Hossain | Bangladesch |
| 3.  | Christian Herzog   | Deutschland |  | 13. | Abdul Qavvum          | Pakistan    |
| 4.  | Gerrie Craig       | Sudafrika   |  | 14. | Syed Nuruzzaman       | Bangladesch |
| 5.  | Hanno Pienaar      | Sudafrika   |  | 15. | Salim Ahmmed Shayan   | Bangladesch |
| 6.  | V. Jesudoss        | Indien      |  | 16. | Ali Mukarram          | Pakistan    |
| 7.  | R. M. Balaji       | Indien      |  | 17. | Rahul                 | Indien      |
| 8.  | B. Murali          | Indien      |  | 18. | Mehmood Tariq         | Pakistan    |
| 9.  | Bertus le Roux     | Sudafrika   |  | 19. | Md. Jahangir Hossain  | Bangladesch |
| 10. | Richter van Tonder | Sudafrika   |  | 20. | Parviz Zeeshan        | Pakistan    |

### Einzel-WM Damen

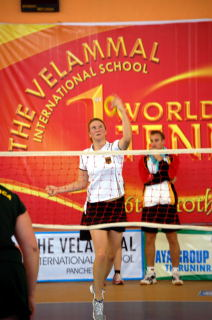
Spielszene aus dem Damen-Einzel

Bei der Einzel-WM der Damen setzte sich nach einem rein deutschen Halbfinale die deutsche Nummer 1, Sabrina Westphal, erwartungsgemäß im Endspiel gegen die erst 18-jährige Nicole Schellert durch. Die topgesetzte Inderin K. Narayanamma schied schon im Achtelfinale gegen die spätere Vierte Vera Vollhase aus. Insgesamt gab es ein Starterfeld von 18 Spielerinnen, die Siegerin wurde im KO-Modus ermittelt.
| Vorrunde             |                            |        |
| Nisha Prakash        | Miriam Hartman             | 23: 39 |
| Rezina Lais Honey    | Sameera Begum              | 3: 65  |
| Achtelfinale         |                            |        |
| K. Narayanamma       | Vera Vollhase              | 18: 24 |
| Jamila Khatun Jhinuk | Heleen Potgieter           | 5: 58  |
| Nicole Schellert     | Marilu Pekelman            | 55: 17 |
| Miriam Hartman       | Rasheda Akhter             | 41: 12 |
| Marshana Pienaar     | Aparecida P. Killingsworth | 63: 18 |
| Melanie Böttcher     | Sujita                     | 49: 20 |
| Viviane Pekelman     | Michelle Kokott            | 24: 57 |
| Sameera Begum        | Sabrina Westphal           | 35: 50 |
| Viertelfinale        |                            |        |
| Vera Vollhase        | Heleen Potgieter           | 53: 40 |
| Nicole Schellert     | Miriam Hartman             | 38: 36 |
| Marshana Pienaar     | Melanie Böttcher           | 35: 47 |
| Michelle Kokott      | Sabrina Westphal           | 27: 50 |
| Halbfinale           |                            |        |
| Vera Vollhase        | Nicole Schellert           | 20: 30 |
| Melanie Böttcher     | Sabrina Westphal           | 23: 44 |
| Spiel um Platz 3     |                            |        |
| Vera Vollhase        | Melanie Böttcher           | 17: 24 |
| Finale               |                            |        |
| Nicole Schellert     | Sabrina Westphal           | 27: 46 |

#### Endklassement
| 1. | Sabrina Westphal | Deutschland |  | 10. | Sujita                     | Indien      |
| 2. | Nicole Schellert | Deutschland |  | 11. | Sameera Begum              | Indien      |
| 3. | Melanie Böttcher | Deutschland |  | 12. | Viviane Pekelman           | Brasilien   |
| 4. | Vera Vollhase    | Deutschland |  | 13. | Aparecida P. Killingsworth | Brasilien   |
| 5. | Heleen Potgieter | Sudafrika   |  | 14. | Marilu Pekelman            | Brasilien   |
| 6. | Marshana Pienaar | Sudafrika   |  | 15. | Rasheda Akhter             | Bangladesch |
| 7. | Miriam Hartman   | Sudafrika   |  | 16. | Jamila Khatun Jhinuk       | Bangladesch |
| 8. | Michelle Kokott  | Sudafrika   |  | 17. | Nisha Prakash              | Indien      |
| 9. | K. Narayanamma   | Indien      |  | 18. | Rezina Lais Honey          | Bangladesch |

### Doppelkonkurrenzen

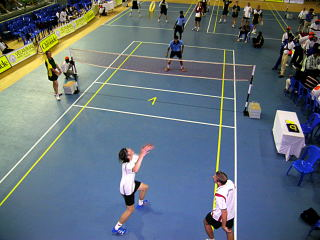
Spielszene aus dem Herrendoppel

Die Doppelkonkurrenzen wurden offiziell als Exhibition Matches veranstaltet, um den Fernsehzuschauern zusätzliche attraktive Spiele präsentieren zu können, werden aber auch als inoffizielle Doppel-Weltmeisterschaften angesehen. Wie auch in den Einzelwettbewerben dominierte das deutsche Team das Geschehen. Nicole Schellert und Silke von Aschwege siegten bei den Damen vor Vera Vollhase und Melanie Böttcher, während bei den Herren Dominic Schubardt und Maximilian Speicher im Endspiel das favorisierte südafrikanische Doppel Gerrie Craig und Bertus le Roux schlugen.
| Endklassement Damen  |                                       |             |
| 1.                   | Nicole Schellert/Silke von Aschwege   | Deutschland |
| 2.                   | Vera Vollhase/Melanie Böttcher        | Deutschland |
| 3.                   | Sabrina Westphal/Sarah Kissinger      | Deutschland |
| 4.                   | Felicia Sauer/Miriam Hartman          | Sudafrika   |
| 5.                   | Heleen Potgieter/Marshana Pienaar     | Sudafrika   |
| 6.                   | Rathi Priya/Renuka                    | Indien      |
| 7.                   | Michelle Kokott/Elsie Dreyer          | Sudafrika   |
| 8.                   | Sameera Begum/K. Narayanamma          | Indien      |
| 9.                   | Swapna/Nisha Prakash                  | Indien      |
|                      |                                       |             |
| Endklassement Herren |                                       |             |
| 1.                   | Dominic Schubardt/Maximilian Speicher | Deutschland |
| 2.                   | Gerrie Craig/Bertus le Roux           | Sudafrika   |
| 3.                   | Christian Herzog/Ansgar Kutscha       | Deutschland |
| 4.                   | Timo Hufnagel/Gunther Kaiser          | Deutschland |
| 5.                   | Hanno Pienaar/Neels Myburgh           | Sudafrika   |
| 6.                   | Richter van Tonder/Hein van der Lith  | Sudafrika   |
| 7.                   | Lakshman Rao/B. Murali                | Indien      |
| 8.                   | R. M. Balaji/M. Raju                  | Indien      |
| 9.                   | V. Jesudoss/G. Narayanan Surya        | Indien      |

### Team-WM

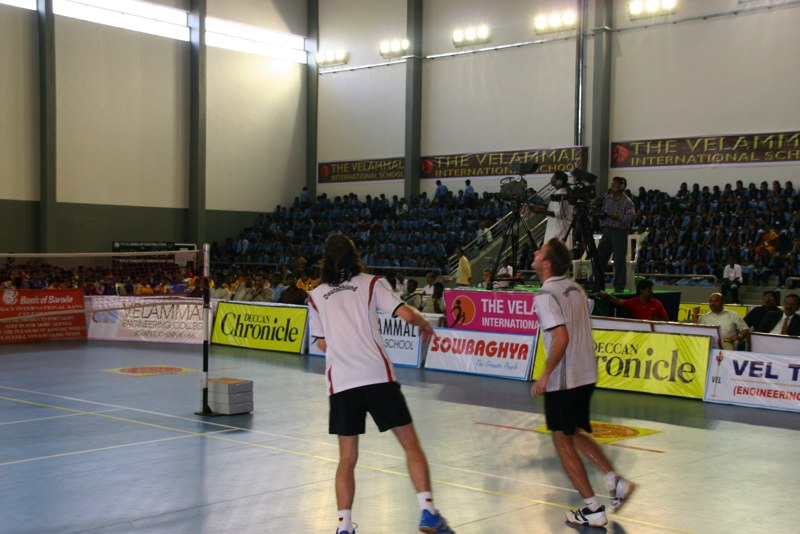
Spielszene aus der entscheidenden Begegnung zwischen Deutschland und Südafrika

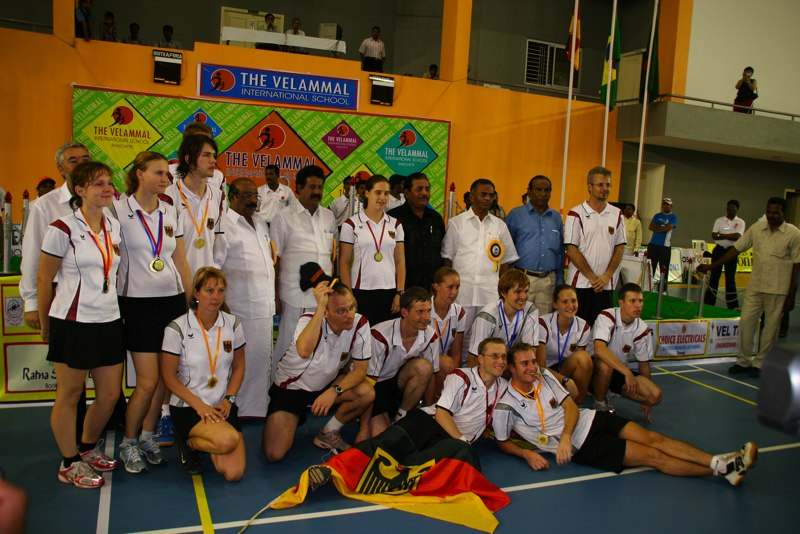
Die siegreiche deutsche Ringtennis-Nationalmannschaft

Bei der Team-WM starteten die Teams von Bangladesch, Brasilien und Pakistan außer Konkurrenz, da sie nicht in der Lage waren, ein für eine offizielle Teilnahme notwendiges komplettes Team aus mindestens vier Damen und vier Herren zu stellen. Dem Team von Bangladesch standen nur drei Damen zur Verfügung, da eine Spielerin kurzfristig ausgefallen war, während Brasilien ein reines Damen- und Pakistan ein reines Herren-Team stellten. Somit verblieben nur Indien, Südafrika und Deutschland in der offiziellen Wertung, die das deutsche Team in überzeugender Manier für sich entscheiden konnte. Der Sieger der Team-WM wurde im Modus jeder-gegen-jeden ermittelt.
Eine Nationalmannschaftsbegegnung besteht aus je 2 Damen- und Herreneinzeln (DE, HE), 2 gemischten Doppeln (Mix) und je 2 Damen- und Herrendoppeln (DD, HD).
| Deutschland | Brasilien   | 6: 0  |
| Deutschland | Pakistan    | 8: 0  |
| Deutschland | Indien      | 18: 2 |
| Brasilien   | Bangladesch | 4: 2  |
| Deutschland | Bangladesch | 18: 0 |
| Indien      | Pakistan    | 8: 0  |
| Indien      | Bangladesch | 18: 0 |
| Südafrika   | Bangladesch | 18: 0 |
| Südafrika   | Brasilien   | 6: 0  |
| Südafrika   | Pakistan    | 8: 0  |
| Südafrika   | Indien      | 14: 6 |
| Deutschland | Südafrika   | 16: 4 |
| Indien      | Brasilien   | 6: 0  |
| Pakistan    | Bangladesch | 4: 4  |

#### Indien gegen Deutschland
Die Begegnung zwischen Deutschland und Indien fiel deutlicher aus als erwartet. Das indische Team hatte sich zwar im Vergleich zu den Spielen der Einzel-WM verbessert, jedoch konnte einzig Sameera Begum im zweiten Damen-Einzel gegen Vizeweltmeisterin Nicole Schellert einen Sieg einfahren und sorgte so für den einzigen indischen Punktgewinn der Partie. Dennoch war es kein Spaziergang für das deutsche Team, denn einige Spiele waren härter umkämpft, als das Ergebnis vermuten lässt.
|      | Indien                          | Deutschland                           | Deutschland | Deutschland |
| HE1  | V. Jesudoss                     | Christian Herzog                      | 33:45       | 0:2         |
| DE1  | K. Narayanamma                  | Vera Vollhase                         | 22:28       | 0:2         |
| HE2  | R. M. Balaji                    | Timo Hufnagel                         | 42:53       | 0:2         |
| DE2  | Sameera Begum                   | Nicole Schellert                      | 39:34       | 2:0         |
| Mix1 | K. Narayanamma/B. Murali        | Silke von Aschwege/Christian Herzog   | 31:38       | 0:2         |
| Mix2 | Swapna/V. Jesudoss              | Sabrina Westphal/Ansgar Kutscha       | 29:35       | 0:2         |
| HD1  | R. M. Balaji/G. Narayanan Surya | Maximilian Speicher/Dominic Schubardt | 35:53       | 0:2         |
| DD1  | Sameera Begum/Sujita            | Vera Vollhase/Melanie Böttcher        | 28:32       | 0:2         |
| HD2  | V. Jesudoss/B. Murali           | Timo Hufnagel/Christian Herzog        | 39:48       | 0:2         |
| DD2  | Swapna/K. Narayanamma           | Sabrina Westphal/Nicole Schellert     | 32:42       | 0:2         |
|      |                                 |                                       | 330:408     | 2:18        |

#### Indien gegen Südafrika
Auch gegen den Sieger der Triangular Championships 2004, Südafrika, waren die Inder am Ende machtlos, obwohl sie stark spielten und vier Punkte mehr holten als gegen Deutschland. Besonders hervorzuheben ist hier der Sieg von K. Narayanamma gegen Michelle Kokott, 2004 beim International Masters in Durban noch Zweite. Hein van der Lith unterlag sowohl im Mixed mit Elsie Dreyer als auch im Doppel mit Hanno Pienaar seinen indischen Kontrahenten knapp. Ansonsten spielte das südafrikanische Team seine Routine aus und fuhr den Sieg gegen Indien ungefährdet ein.
|      | Indien                          | Südafrika                         | Südafrika | Südafrika |
| HE1  | Lakshman Rao                    | Gerrie Craig                      | 33:44     | 0:2       |
| DE1  | K. Narayanamma                  | Michelle Kokott                   | 39:15     | 2:0       |
| HE2  | R. M. Balaji                    | Bertus le Roux                    | 31:49     | 0:2       |
| DE2  | Sameera Begum                   | Marshana Pienaar                  | 28:50     | 0:2       |
| Mix1 | Swapna/Lakshman Rao             | Elsie Dreyer/Hein van der Lith    | 40:39     | 2:0       |
| Mix2 | K. Narayanamma/B. Murali        | Felicia Sauer/Neels Myburgh       | 29:35     | 0:2       |
| HD1  | R. M. Balaji/G. Narayanan Surya | Gerrie Craig/Bertus le Roux       | 33:63     | 0:2       |
| DD1  | Swapna/K. Narayanamma           | Heleen Potgieter/Marshana Pienaar | 32:43     | 0:2       |
| HD2  | Lakshman Rao/V. Jesudoss        | Hanno Pienaar/Hein van der Lith   | 46:43     | 2:0       |
| DD2  | Sameera Begum/Sujita            | Michelle Kokott/Elsie Dreyer      | 20:22     | 0:2       |
|      |                                 |                                   | 331:403   | 6:14      |

#### Deutschland gegen Südafrika
Durch den hohen Sieg gegen Indien reichte dem deutschen Team gegen Südafrika ein Unentschieden zum Titelgewinn. Schon in den ersten beiden Runden gingen alle vier Einzel an Deutschland, was eine 8:0-Führung bedeutete. Beide Mixed wurden nun von Südafrika gewonnen, womit die Entscheidung in den Doppeln fallen musste. Hier war schon nach der ersten Runde alles klar; durch den 12:4-Zwischenstand hatte das deutsche Team den Titel in der Tasche. Trotz der Siegesfreude gingen auch die letzten beiden Doppel noch mit jeweils einem Punkt Unterschied an Deutschland.
|      | Deutschland                           | Südafrika                            | Südafrika | Südafrika |
| HE1  | Dominic Schubardt                     | Hanno Pienaar                        | 33:21     | 2:0       |
| DE1  | Vera Vollhase                         | Marshana Pienaar                     | 46:30     | 2:0       |
| HE2  | Timo Hufnagel                         | Richter van Tonder                   | 50:38     | 2:0       |
| DE2  | Sabrina Westphal                      | Miriam Hartman                       | 58:30     | 2:0       |
| Mix1 | Silke von Aschwege/Christian Herzog   | Miriam Hartman/Bertus le Roux        | 28:44     | 0:2       |
| Mix2 | Sabrina Westphal/Ansgar Kutscha       | Heleen Potgieter/Gerrie Craig        | 23:37     | 0:2       |
| HD1  | Maximilian Speicher/Dominic Schubardt | Hein van der Lith/Richter van Tonder | 50:38     | 2:0       |
| DD1  | Vera Vollhase/Melanie Böttcher        | Elsie Dreyer/Michelle Kokott         | 29:13     | 2:0       |
| HD2  | Timo Hufnagel/Christian Herzog        | Gerrie Craig/Bertus le Roux          | 42:41     | 2:0       |
| DD2  | Sabrina Westphal/Nicole Schellert     | Heleen Potgieter/Marshana Pienaar    | 31:30     | 2:0       |
|      |                                       |                                      | 390:322   | 16:4      |

#### Endklassement
| 1. | Deutschland | Deutschland | 4:0 Pkt. | 34:6 Spiele  |
| 2. | Südafrika   | Sudafrika   | 2:2 Pkt. | 18:22 Spiele |
| 3. | Indien      | Indien      | 0:4 Pkt. | 8:32 Spiele  |

## Medaillenspiegel
| Land        | Gold | Silber | Bronze |
| Deutschland | 5    | 3      | 4      |
| Südafrika   | 0    | 2      | 0      |
| Indien      | 0    | 0      | 1      |

## Trivia
- Die Ringtennis-WM 2006 wurde vom Minister für Kommunikation und IT des Bundesstaats Tamil Nadu, M. Krishnassamy, eröffnet.
- Die Ausrichter, die Tennikoit Federation of India und die Velammal International School, schafften es, namhafte Sponsoren wie LG und die indische Tageszeitung Deccan Chronicle für die WM zu gewinnen.
- Vor dieser ersten Ringtennis-WM gab es bereits zweimal eine inoffizielle Einzel-WM, International Masters genannt. 2002 siegten in Leipzig Wilna van der Merwe (Südafrika) und Reinhard Plog (Deutschland), 2004 siegten in Durban Melanie Grieb (Südafrika) und Gerrie Craig (Südafrika).
- Das 16:4 von Deutschland gegen Südafrika war der erste Sieg einer deutschen Nationalmannschaft gegen die Gegner vom Kap der Guten Hoffnung seit 1992 (damals 21:7).
- Roland Funk (München) und Heinz Müller (Hamburg) begleiteten die deutsche Delegation als Supporter.